# Lampa Filament LED

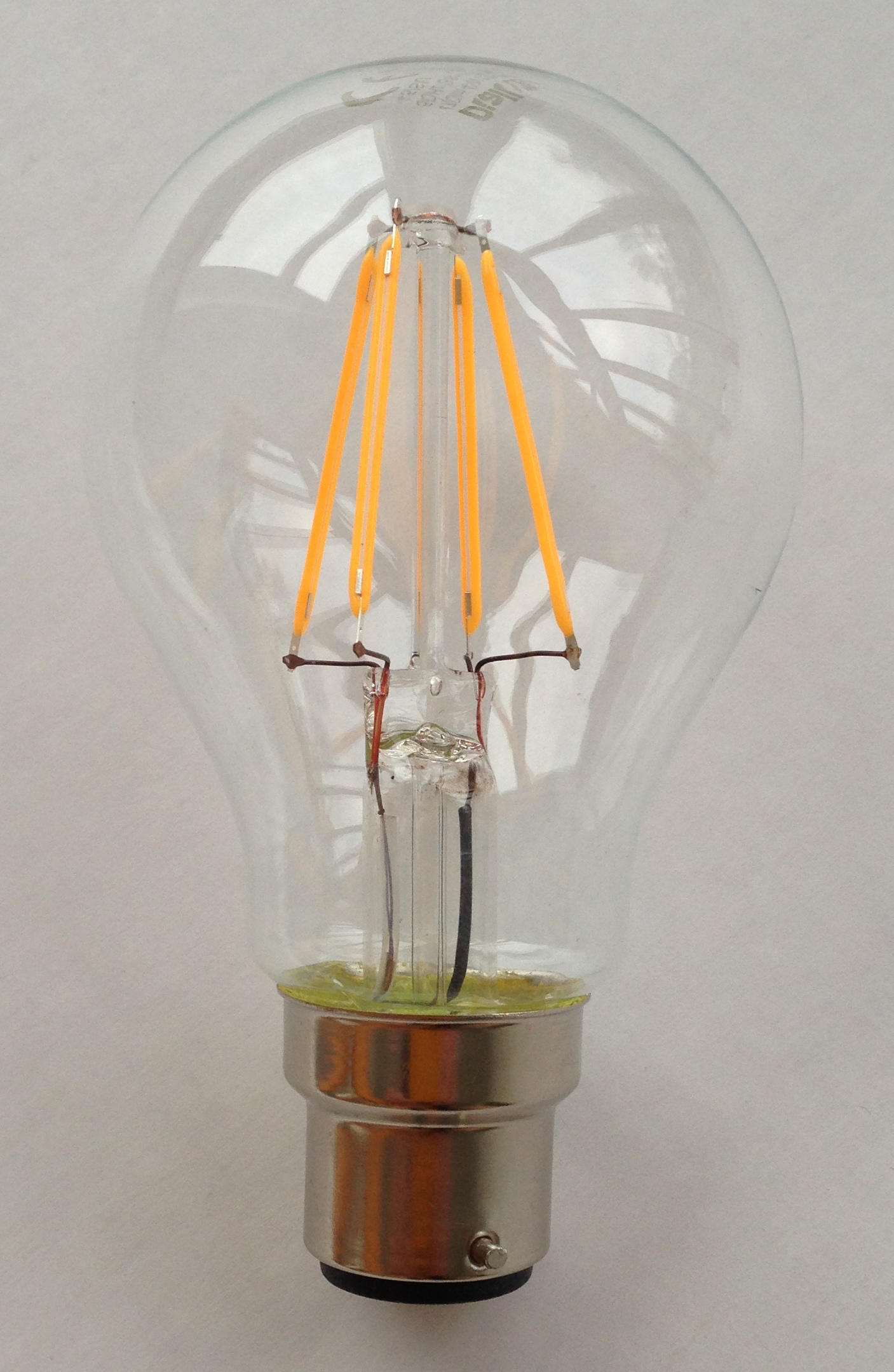
Lampa LED Filament

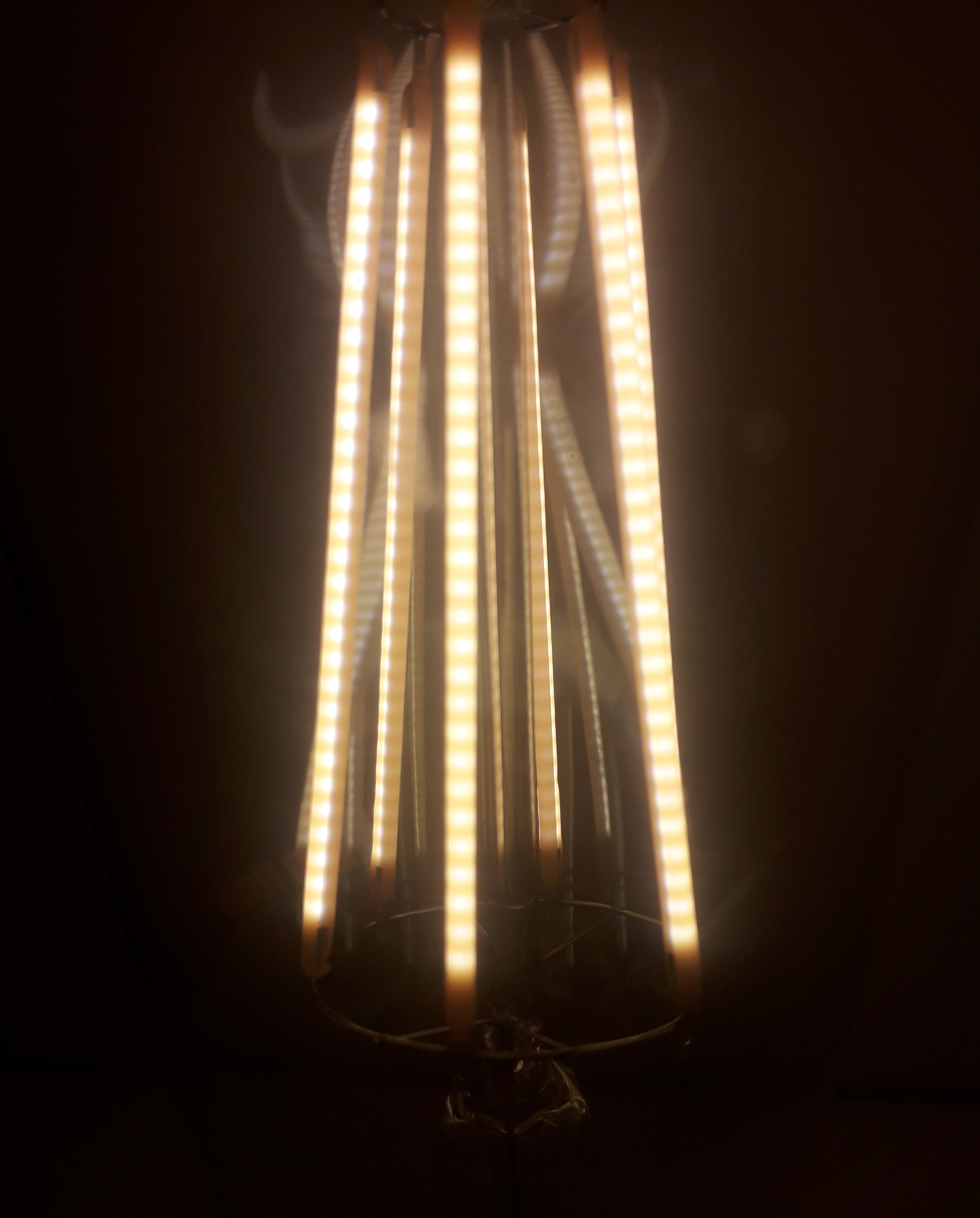
Moduły filament LED podczas pracy – widoczne jaśniejsze punkty, czyli diody pod warstwą luminoforu.

Lampy LED Filament zwane inaczej żarówkami LED Filament to podtyp oświetlenia LED, którego głównym założeniem jest połączenie zalet diod elektroluminescencyjnych, z tradycyjnym wyglądem żarówek żarowych. Działają na zasadzie emisji światła przez długie moduły LED przypominające tradycyjny żarnik. Stąd właśnie wywodzi się potoczna nazwa polska – filament LED (z ang. filament – żarnik, włókno, drucik). Dzięki temu są idealnym rozwiązaniem we wszelkiego rodzaju tradycyjnych żyrandolach i kinkietach, gdzie wygląd żarówki wpływa na finalny odbiór całości.

## Historia i rozwój technologii
Za początek technologii filament LED uznaje się rok 2008, kiedy Kunihiko Hakata oraz Tomomi Matsuoka z firmy Sanyo Electric Co Ltd, Ushio Denki KK złożyli wniosek do biura patentowego. Dotyczył on lampy LED wyglądem przypominającej tradycyjną żarówkę Edisona. Mimo iż żarówce udało się połączyć tradycyjny wygląd, oraz niski pobór mocy oświetlenia LED, miała ona problem z odprowadzeniem ciepła oraz równomierną dystrybucją światła, przez co nie udało się jej zdobyć uznania na rynku. Wraz z kolejnymi usprawnieniami, usunięto wady pierwszego modelu, zdobywając coraz większy fragment rynku dotyczącego żarówek LED. W roku 2017, gdy jeden z czołowych producentów diod – Seoul Semiconductor – rozpoczął masową produkcję źródeł filament LED, globalna wartość rynkowa żarówek tego typu oświetlenia prognozowana była na 1,3 miliarda dolarów.

## Budowa
Lampy LED Filament zbudowane są w oparciu o przypominające tradycyjny żarnik, podłużne moduły LED. Składają się one z dużej liczby diod montowanych na transparentnym podkładzie wykonanym ze specjalnego szkła. Stąd też nazwa tego typu konstrukcji – Chip-On-Glass (w skrócie COG). Następnie całość pokrywana jest specjalnym luminoforem, który następnie pokrywa się żywica silikonową. To właśnie od jakości luminoforu zależy finalna jakość, barwa światła, oraz to jak wysoki współczynnik oddawania barw posiada lampa. Co więcej, przy użyciu słabej jakości pokrywy silikonowej znacząco spaść może żywotność lampy. Wszystko ze względu na jego degradację, a przez to uszkodzenie samego modułu LED.

## Zalety lamp LED filament
Wszelkie zalety lamp LED filament płyną z ich specyficznej konstrukcji. Współczesne lampy tego typu, dzięki wykorzystaniu technologii COG, nie potrzebują dużych radiatorów. Wszystko przez fakt, że wykorzystują dużą liczbę diod zasilanych małym natężeniem prądu. Zmniejsza to generowane podczas pracy ciepło (dobrej jakości żarówki wykorzystują wiele ścieżek odprowadzających nadwyżkę temperatury z modułu, aby jeszcze zmniejszyć jej wpływ na diody). Istnieją również modele wykorzystujące specjalne gazy ułatwiające oddanie temperatury na zewnątrz obudowy. Brak radiatora oraz fakt, że diody montowane są na przeźroczystym podkładzie, przekłada się na bardzo szeroki kąt świecenia sięgający 360 stopni. Co więcej, wiele diod zasilanych niskim natężeniem podnosi również skuteczność świetlną w porównaniu do tradycyjnych żarówek LED.